# Sígfrid Gràcia
Sígfrid Gràcia Royo (27. marts 1932 – 23. maj 2005) var en spansk fodboldspiller, der spillede som forsvarer. Han spillede på klubplan hele sin karriere, mellem 1952 og 1966, hos FC Barcelona i La Liga. Her var han med til at vinde blandt andet tre spanske mesterskaber og tre UEFA Cup/Messebyturneringer.
Gràcia spillede desuden, mellem 1959 og 1962, ti kampe for Spaniens landshold. Han debuterede for holdet 28. juni 1959 i et opgør mod Polen, og var en del af den spanske trup ved VM i 1962 i Chile.

## Titler
La Liga
- 1953, 1959 og 1960 med FC Barcelona

Copa del Rey
- 1953, 1957, 1959 og 1963 med FC Barcelona

UEFA's Messebyturnering (UEFA Cup)
- 1958, 1960 og 1966 med FC Barcelona